# Robert Wiene
Robert Wiene (Breslau, 27 april 1873 – Parijs, 17 juli 1938) was een Duits filmpionier.

## Loopbaan
Na een rechtenstudie in Berlijn nam Robert Wiene in 1908 de leiding op zich van twee kleine theaters. Pas daarna werd hij scenarioschrijver. Wiene is vooral bekend als regisseur van de expressionistische klassieker Das Cabinet des Dr. Caligari (1920). Zijn precieze aandeel in de regie van die film staat ter discussie. Nadien draaide hij de films Genuine (1920) en Raskolnikow (1923), een filmadaptatie van de roman Misdaad en straf (1866) van de Russische auteur Fjodor Dostojevski. Na de film Orlacs Hände (1924) regisseerde hij nog slechts tweederangsfilms.
In 1934 moest Wiene emigreren. Na een kort verblijf in Boedapest en Londen vestigde hij zich uiteindelijk in Parijs. Hij deed nog een poging om samen met de Franse auteur Jean Cocteau een geluidsversie van Das Cabinet des Dr. Caligari te regisseren, maar die plannen mislukten.
Robert Wiene stierf op 17 juli 1938 in Parijs.

## Filmografie (selectie)
- 1920: Das Cabinet des Dr. Caligari
- 1920: Genuine
- 1921: Die Rache einer Frau
- 1923: Raskolnikow
- 1923: I.N.R.I.
- 1924: Orlacs Hände
- 1925: Der Rosenkavalier
- 1930: Der Andere
- 1931: Der Liebesexpress
- 1934: Nuits de Venise
- 1938: Ultimatum

- Biblioteca Nacional de España: XX1649042
- Bibliothèque nationale de France: cb135762497 (data)
- Gemeinsame Normdatei: 118852485
- International Standard Name Identifier: 0000 0001 1850 2859
- Library of Congress Control Number: n87893915
- Nationale Bibliotheek van Tsjechië: xx0151735
- Nationale Bibliotheek van Israël: 987007442848105171
- Nationale Bibliotheek van Polen: a0000003678122
- Nederlandse Thesaurus van Auteursnamen: 071378979
- PIC: 269912
- Système universitaire de documentation: 053469712
- Union List of Artist Names: 500371801
- Virtual International Authority File: 46929653